# Callulops kopsteini
Callulops kopsteini é uma espécie de anfíbio da família Microhylidae, endémica da Indonésia.
Os seus habitats naturais são: florestas subtropicais ou tropicais húmidas de baixa altitude.
Atualmente ela está ameaçada de extinção por perda de habitat.